# Futebol no Porto
O futebol no distrito do Porto é gerido pela Associação de Futebol do Porto, destacando-se os dois clubes detentores de títulos nacionais- Futebol Clube do Porto e Boavista Futebol Clube, bem como vários clubes históricos da Primeira Divisão, como o Futebol Clube Paços de Ferreira, o Rio Ave Futebol Clube, o Leixões Sport Club, o Varzim Sport Club ou o Sport Comércio e Salgueiros.

## História
A fundação do Oporto Cricket & Lawn Tennis Club em 1855 foi um acontecimento importante para o nascimento do desporto na cidade, mas os primeiros grandes sinais de atividade futebolística na cidade do Porto foi a fundação de um dos maiores clubes do país e da Europa, o Futebol Clube do Porto, chamado na altura de "Foot-Ball Club do Porto". Foi fundado a 28 de setembro de 1893, por obra de António Nicolau d'Almeida, um comerciante de vinho do Porto que descobriu a modalidade nas suas viagens a Inglaterra.
Em 1894, jogou-se a Taça D. Carlos I, o primeiro torneio nacional jogado apenas nesse ano entre um clube de Lisboa e um clube do Porto. Foi o FC Porto o representante da cidade, tendo como adversário o Club Lisbonense. A partida foi jogada no campo do Oporto Cricket & Lawn Tennis Club, mas o clube lisboeta levou a melhor e venceu por 1–0 a partida, num encontro em que teve como espetadores reais o rei de Portugal e a rainha, entre outros príncipes. Depois disso, o FC Porto entrou numa fase de letargia e só foi refundado mais tarde em 1906, por José Monteiro da Costa.
Um bocadinho mais tarde, seguiu-se outro acontecimento importante para o futebol da região, a fundação da Associação de Futebol do Porto, da autoria do FC Porto e do Leixões, em agosto de 1912, seguindo-se também a criação da Taça José Monteiro da Costa, torneio amigável (mas relevante na altura) criado em homenagem a José Monteiro da Costa, falecido em 1911.

## Estatísticas
Apenas dois clubes da cidade foram campeões em Portugal e apenas três ganharam a Taça de Portugal. O FC Porto e o Boavista foram os únicos campeões de futebol do país, e o Leixões, juntamente com os dois clubes mencionados, foram as únicas equipas a vencerem a Taça de Portugal.
O FC Porto é ainda o único representante da cidade com títulos internacionais, nomeadamente a Liga dos Campeões da UEFA, a Liga Europa da UEFA, Supertaça da UEFA e a Taça Intercontinental. O clube ainda esteve presente numa final da Taça dos Clubes Vencedores de Taças.
Na época 2017-2018, o distrito do Porto conta com 5 equipas na Primeira Liga (FC Porto, Boavista, Paços de Ferreira, Rio Ave e Desportivo das Aves), 4 na Liga Pro (Leixões, Varzim, Penafiel e FC Porto B), e 11 no Campeonato de Portugal (Salgueiros, Amarante, Trofense, Freamunde, Felgueiras, Canelas, Coimbrões, Aliança de Gandra, Gondomar, Pedras Rubras e Sousense)